# Farliga fakta
Farliga fakta (Le Daily Star) är ett Lucky Luke-album från 1984. Det är det 53:e albumet i ordningen, och har nummer 52 i den svenska utgivningen.  

## Handling
Lucky Luke och Jolly Jumper möter den entusiastiske tidningsutgivaren Horace Greeley och slår följe med honom. I sitt självpåtagna mission att alltid föra ut sanningen till sina läsare slår sig Greeley ner i den lilla staden Dead End Gulch, men hans grävande journalistik ger honom snabbt fiender bland stadens invånare. Luke beslutar att stanna kvar i Dead End Gulch för en tid, och hjälpa Greeley att etablera sig.

## Svensk utgivning
- Morris; Xavier Fauche och Jean Léturgie, (översättare: Jerk Sander) (1985). Farliga fakta. Lucky Lukes äventyr: 52. Stockholm: Bonniers Juniorförlag. Libris 7285607. ISBN 91-48-51203-6
- I Lucky Luke – Den kompletta samlingen ingår albumet i "Lucky Luke 1983-1984". Libris 10235040. ISBN 91-7134-351-2
- Den svenska utgåvan trycktes även som nummer 107 i Tintins äventyrsklubb (1993). Libris 7674131. ISBN 91-7904-303-8